# Aerosmith (album)
Aerosmith címmel 1973 januárjában jelent meg az amerikai Aerosmith együttes első nagylemeze, amelyet a Columbia adott ki. Megjelenésekor nem aratott különösebb sikert, mivel a kiadó egyáltalán nem támogatta meg a lemezt. A Walking the Dog képében egy Rufus Thomas feldolgozás is helyet kapott a lemezen. Ezen az albumon több olyan szám is szerepel (One Way Street, Mama Kin) melyek később az együttes kedvelt koncertdarabjaivá váltak. Kislemezen a Dream On, Mama Kin, és Make It dalokat adták ki, de csakúgy mint maga az album, ezek is megbuktak. A legmagasabb helyezést a Dream On érte el, miután a kislemezlista 59. helyére került. Az album tíz hónappal a kiadása után felkerült a Billboard 200 listára, de akkor is csak a 166. helyre volt elegendő.
Később, az együttes 1975-ös áttörésekor megnőtt a kereslet a lemez iránt. 1976-ban a Billboard 200 lista 21. helyére jutott, az újra kiadott Dream On pedig a Billboard Hot 100 listáján a 6. lett.
Az Egyesült Államokban 1975-ben lett aranylemez, majd 1986-ig több mint 2 millió példányban kelt el az országban.

## Információk a dalokról
Miután az együttes Frank Connelly koncertszervezővel és a David Krebs és Steve Leber menedzserpárossal szerződést kötött, az Atlantic Records és a Columbia Records lemezkiadókkal lépett kapcsolatba. Végül a Columbiához szerződtek 1972 nyarán, miután a kiadó elnökét Clive Davis-t lenyűgözte egy Max Kansas City-beli (New York) koncert.
A dalokat még a stúdiózás előtt hotelekben és bérelt házakban írta meg a zenekar. A Sheraton Hotelben töltött időszakról így mesélt Joe Perry: Felkelés után Braddel bedobtunk néhány Martinit reggelire, majd átslattyogtunk a közeli italboltba, ahol vettünk egy üveg vodkát. Így próbáltunk egész nap. A lemez nyitódalának a Make It című számnak a szövegét Steven Tyler énekes egy kocsi hátsó ülésén írta meg New Hampshireből Bostonba menet. A Somebody alapjait még 1969 nyarán írta meg Tyler, amikor még a William Proud együttesben zenélt. A dal egyes részeit a William Proud roadja Steve Emsback is játszogatta önmagának, majd ezt vette kölcsön Tyler. A dal struktúráját a Route 66 című 1946-ban írt rhythm and blues standard is nagymértékben befolyásolta.
A Dream On alapjait még az Aerosmith megalakulása előtt írta meg Tyler egy Steinway zongorán. A dal szövege az énekes elmondása szerint arról szól, hogy addig kell álmodoznod, amíg sikerül megvalósítanod az álmod.
Az One Way Street szintén zongorán született, amelynek a ritmus és harmonikaszólamát a Midnight Rambler című Rolling Stones dal inspirálta. A Mama Kin témáit egy akusztikus gitáron írta meg Tyler, melyet a dobos Joey Kramer még húrok nélkül talált a Beacon Streeten. Tyler elmondása szerint Tuinal nevezetű drog fogyasztása közben írta a dalt, melynek egyes részeit egy régi Blodwyn Pig szám ihlette meg. Az énekesnek annyira tetszett a dal, és annyira hitt a sikerében, hogy a MA KIN betűket rátetováltatta a karjára.
A Write Me a Letter eredeti címe Bite Me volt, és csak hosszú hónapok alatt állt össze. Az intrót a Beatles Got To Get You Into My Life című dalából kölcsönözték. A Movin' Out az első olyan dal volt amelyet közösen írt a Steven Tyler-Joe Perry szerzőpáros. Egyben ez az egyetlen olyan szám az albumon, amelyet nem csak Tyler írt egyedül. Tyler elmondása szerint ez a dal erősítette meg kettejük kapcsolatát. Csakúgy mint az One Way Street ez a dal is az együttes Commonwealth Avenue-i lakásában született meg. Eredetileg egy Major Barbara című ballada is helyet kapott volna a lemezen, helyette végül Rufus Thomas Walkin' the Dogja került fel utolsó dalként.

## Az album felvétele
Az album felvételei 1972-ben kezdődtek meg a Bostonban lévő és a Newburry Streeten található Intermedia stúdióban. A produceri feladatokat Adrian Barber látta el, aki korábban a Cream, a Vanilla Fudge, és az Allman Brothers Band számára is dolgozott. A lemez 16 sávon lett rögzítve, a hangzása pedig túl steril és vékony lett. Tyler szerint egy nagyon puritán lemezről van szó, amelyen semmi zsír nincs csak az ének, két gitár, basszusgitár, dobok és kegyelemdöfésként egy mellotron. Joe Perry visszaemlékezése szerint azért lett a hangzás olyan steril, mert teljesen zöldfülűek voltunk és saját magunkat stresszeltük. Ahogy kigyulladt a piros lámpa, lefagytunk, mint állat. Kész szenvedés volt.
Joey Kramer szintén sokat hibázott, de a játékának a pontosságával is voltak gondok, melynek az lett a következménye, hogy Tylerrel többször is összeszólalkozott. Perry szerint hallani a lemezen, hogy mennyire bizonytalan és feszült volt a zenekar.
A Mama Kin és a Write Me a Letter dalokban David Woodford játszotta fel a szaxofonrészeket. Érdekesség, hogy a One Way Street gitárszólóját nem Perry, hanem Brad Whitford játszotta fel. Tyler a végleges felvételeknél megváltoztatta a hangját, mivel James Brown és Sly Stone hangján szeretett volna megszólalni: Túlságosan bizonytalan voltam, és senki nem volt ott, hogy meggyőzzön: ne használjam ezt a mesterkélt hangszínt. A Dream On volt az egyetlen kivétel, itt Tyler a valódi hangszínét használta. A dal felvételeihez a Wurlitzer cégtől kellett kölcsönözni egy mellotront, mivel Tyler RMI típusú elektromos zongoráját még korábban ellopták New Yorkban. A szám vonós és fuvola részeit egyaránt ezzel a mellotronnal rögzítették.

## Albumborító
Az Intermedia stúdióval szemben található Caprice butik lépcsőjén készült az a zenekari fotó, ami az album borítóját is díszíti. A zenekar ebben a boltban vette meg a fotózáshoz, a ruhákat, fülbevalókat és egyéb kiegészítőket. A képet egy brit fényképész Robert Agriopolis készítette, aki Tyler szerint kiválóan elkapta a csapatra akkoriban jellemző gőgős, magabiztos dacot, továbbá az illetlenül hosszú hajakat, a hippi felszereléseket, a félmeztelenséget és a kifestett körmöket. A borító belsejében egy szöveg olvasható, amelyet Stu Werbin a Rolling Stone rovatvezetője írt: Euforikus élmény volt őket látni, és talán neked is ilyen élmény lesz meghallgatni ezt a lemezt. Ha fiatal vagy, legalábbis lélekben, és nem csíped a kifinomult dolgokat.
Az eredeti kiadás borítóján a Walkin' the Dog tévesen Walkin' The Digként volt feltüntetve. Az 1976-os újrakiadás alkalmával már javították az elírást, és a borítón is változtatást eszközöltek. A zenekari tagok már teljes nagyságban lefedték a borítót, míg a felhők csak a háttérben látszódtak. A későbbiekben ez a változat lett a leggyakrabban elérhető. Amikor 1993-ban újrakiadták a lemezt CD-n, arra már újra az 1973-as eredeti borító került.

## Fogadtatása, kritikák
A lemez elkészítése után a CBS kiadónál dolgozó Kip Cohennek adták elő az albumot, aki kijelentette, hogy a lemezen egy sláger sincs. Ennek megfelelően a kiadó nem foglalkozott a lemezzel, sokkal inkább Bruce Springsteen debütáló albumát, míg a keményebb rock vonalról a Blue Öyster Cult és a New York Dolls lemezeit promotálták. Az album szinte semmilyen reakciót nem kapott, interjúk és lemezkritikák sem jelentek meg, a dalokat pedig nem játszották a rádiók. Az album sikertelenségét nagyban befolyásolta az a tény, hogy megjelenésekor a Rolling Stone szakmai stratégiai érdekei miatt nem írt róla kritikát.
A kiadó negyedmillió eladott példányt várt az albumtól, és amikor ennek csak a kis töredéke fogyott el (30 000 darab), Clive Davis levélben értesítette a zenekart, hogy ki vannak rúgva. Steve Leber menedzser könyörgésére azonban kiadták a Dream Ont kislemezen, amely az 59. helyezésével a kislemezlistán meggyőzte Davist. A hosszabbítással sikerült elérnie a zenekarnak, hogy még egy lemezt kiadhassanak.
Az albumról a megjelenésekor nem jelentek meg kritikák, később azonban általában pozitív írások jelentek meg róla. A kritikák között gyakori volt az a megjegyzés, hogy az együttes stílusa még nem forrott ki teljes egészében, és számottevően van jelen az olyan brit példaképek hatása, mint a Yardbirds és a Rolling Stones. Az AllMusic írója Stephen Thomas Erlewine három és fél pontot adott rá az ötből, és kijelentette, hogy az album jól megmutatja a zenekar azon tulajdonságait, amelyek révén az 1970-es évek meghatározó hard rock együttese lehettek.
A Rolling Stone szintén kedvező kritikát írt, és négy ponttal értékelte az ötből.

## Számlista
Minden dalt Steven Tyler írt, kivéve ahol jelölve van.
|    | Cím               | Szerző(k)             | Hossz |
| -- | ----------------- | --------------------- | ----- |
| 1. | Make It           | Steven Tyler          | 3:38  |
| 2. | Somebody          | Tyler, Steven Emspack | 3:45  |
| 3. | Dream On          | Tyler                 | 4:28  |
| 4. | One Way Street    | Tyler                 | 7:00  |
| 5. | Mama Kin          | Tyler                 | 4:25  |
| 6. | Write Me a Letter | Tyler                 | 4:11  |
| 7. | Movin' Out        | Tyler, Joe Perry      | 5:03  |
| 8. | Walkin' the Dog   | Rufus Thomas          | 3:12  |

## Közreműködők
- Steven Tyler – ének, és zongora a Dream On című számban.
- Joe Perry – gitár, vokál
- Brad Whitford – gitár
- Tom Hamilton – basszusgitár
- Joey Kramer – dob, ütőhangszerek

### Vendégzenész
- David Woodford – szaxofon a Mama Kin és a Write Me a Letter című számokban.

## Produkció
- Producer: Adrian Barber
- Hangmérnök: Adrian Barber, Caryl Weinstock
- Szöveg a belső borítón: Stu Werbin
- Borítófotó: Robert Agriopolis

## Helyezések

### Album
| Év   | Lista         | Helyezés |
| ---- | ------------- | -------- |
| 1973 | Billboard 200 | 166      |
| 1976 | Billboard 200 | 21       |

### Kislemezek
| Év   | Kislemez              | Lista             | Helyezés |
| ---- | --------------------- | ----------------- | -------- |
| 1973 | Dream On              | Billboard Hot 100 | 59       |
| 1973 | Mama Kin              | Billboard Hot 100 | 75       |
| 1976 | Dream On (újrakiadás) | Billboard Hot 100 | 6        |

## Minősítések
| Ország       | Eladási minősítés | Dátum                |
| ------------ | ----------------- | -------------------- |
| RIAA - USA   | Aranylemez        | 1975. szeptember 11. |
| RIAA - USA   | Platinalemez      | 1986. november 21.   |
| RIAA - USA   | 2× Platinalemez   | 1986. november 21.   |
| CIA – Kanada | Aranylemez        | 1976. november 1.    |
| CIA – Kanada | Platinalemez      | 1979. május 1.       |